# Bruce Spence
Bruce Spence (n. 17 septembrie 1945, Auckland, Noua Zeelandă) este un actor australian. Spence a jucat în peste 100 de filme și emisiuni de televiziune și a jucat și în teatru. Cel mai cunoscut rol al său este cel al pilotului de autogir din Mad Max 2 (1981).

## Filmografie

### Film
| An   | Titlu                                                      | Rol                                     |
| ---- | ---------------------------------------------------------- | --------------------------------------- |
| 1971 | Stork                                                      | Graham 'Stork' Wallace                  |
| 1974 | Moving On                                                  | Road Worker                             |
| 1974 | The Cars That Ate Paris                                    | Charlie                                 |
| 1975 | The Firm Man                                               | Messenger                               |
| 1975 | The Great Macarthy                                         | Bill Dean                               |
| 1976 | Let the Balloon Go                                         | Chief Gifford                           |
| 1976 | Oz                                                         | Bass player/Blondie the Surfie          |
| 1976 | Mad Dog Morgan                                             | Heriot                                  |
| 1976 | Eliza Fraser                                               | Bruce McIver                            |
| 1978 | Newsfront                                                  | Redex trial driver                      |
| 1979 | Dimboola                                                   | Morrie McAdam                           |
| 1981 | Mad Max 2                                                  | The Gyro Captain                        |
| 1983 | Double Deal                                                | Doug Mitchell                           |
| 1983 | The Return of Captain Invincible                           | Midnight's Doctor                       |
| 1983 | Midnite Spares                                             | Wimpy                                   |
| 1983 | Buddies                                                    | Ted                                     |
| 1984 | Pallet on the Floor                                        | Basil Beaumont-Foster                   |
| 1984 | Wo die grünen Ameisen träumen (Where the Green Ants Dream) | Lance Hackett                           |
| 1985 | Mad Max Beyond Thunderdome                                 | Jedediah the Pilot                      |
| 1987 | Bullseye                                                   | Purdy                                   |
| 1987 | The Year My Voice Broke                                    | Jonah                                   |
| 1988 | Bachelor Girl                                              | Alistair Dredge Jr                      |
| 1988 | Rikky and Pete                                             | Ben                                     |
| 1990 | ...Almost                                                  | Ronnie                                  |
| 1990 | The Shrimp on the Barbie                                   | Wayne                                   |
| 1991 | Sweet Talker                                               | Norman Foster                           |
| 1993 | Hercules Returns                                           | Sprocket                                |
| 1995 | Ace Ventura: When Nature Calls                             | Gahjii                                  |
| 1996 | The Munsters' Scary Little Christmas                       | Mr. Gateman                             |
| 1998 | Dark City                                                  | Mr. Wall                                |
| 2002 | Queen of the Damned                                        | Khayman                                 |
| 2003 | Inspector Gadget 2                                         | Professor Baxter                        |
| 2003 | Finding Nemo                                               | Chum (voce)                             |
| 2003 | The Matrix Revolutions                                     | Trainman                                |
| 2003 | The Lord of the Rings: The Return of the King              | Mouth of Sauron (Extended Edition only) |
| 2003 | Peter Pan                                                  | Cookson                                 |
| 2005 | Star Wars: Episode III – Revenge of the Sith               | Tion Medon                              |
| 2006 | Aquamarine                                                 | Leonard                                 |
| 2006 | Solo                                                       | Kennedy                                 |
| 2008 | Australia                                                  | Dr. Barker                              |
| 2010 | The Chronicles of Narnia: The Voyage of the Dawn Treader   | Lord Rhoop                              |
| 2013 | Mystery Road                                               | Jim the Coroner                         |
| 2014 | I, Frankenstein                                            | Molokai                                 |
| 2015 | Backtrack                                                  | Felix                                   |
| 2016 | Gods of Egypt                                              | Head Judge                              |
| 2016 | Blue World Order                                           | Whippett                                |
| 2017 | Pirates of the Caribbean: Dead Men Tell No Tales           | Mayor Dix                               |
| 2018 | Winchester                                                 | Augustine                               |
| 2018 | Occupation                                                 | Alien Leader                            |
| 2019 | Blue World Order                                           | Whippet                                 |
| 2020 | Love and Monsters                                          | Old Pete                                |
| 2020 | Children of the Corn                                       | Pastor Penny                            |
| 2021 | The Dry                                                    | Gerry Hadler                            |

### Televiziune
| An        | Titlu                                   | Rol                    |            |
| --------- | --------------------------------------- | ---------------------- | ---------- |
| 1973      | Certain Women                           | Julius 'Big Julie'     |            |
| 1977      | Barnaby and Me                          | Tall Baddie            |            |
| 1981      | And Here Comes Bucknuckle               |                        |            |
| 1982      | Deadline                                | Towie                  |            |
| 1982      | Kingswood Country                       | Dentist                |            |
| 1987      | Great Expectations: The Untold Story    | Joe Gargery            |            |
| 1988      | The Dirtwater Dynasty                   | Lonely Logan           |            |
| 1989      | Zucker                                  |                        |            |
| 1989      | Tanamera – Lion of Singapore            | Hammond                |            |
| 1989–1992 | Dearest Enemy                           | Lenny                  |            |
| 1992      | Halfway Across the Galaxy and Turn Left | The Chief              |            |
| 1994–1995 | Over the Hill                           | Tall Bob               |            |
| 1997      | Return to Jupiter                       | Ed Unit                |            |
| 1997      | Bullpitt!                               | Darcy                  |            |
| 1998      | Moby Dick                               | Elijah                 |            |
| 1998      | Halifax f.p.: Isn't It Romantic         | Eric Washburn          |            |
| 1999      | BeastMaster                             | Annubis                |            |
| 2002      | Farscape                                | Prefect Falaak         |            |
| 2004      | The Brush Off                           | Philip Veale           |            |
| 2006      | RAN (Remote Area Nurse)                 | Vince                  |            |
| 2006      | Nightmares & Dreamscapes                | Hans Morris            |            |
| 2006      | Equal Opportunity                       | Death                  |            |
| 2008      | Double the Fist                         | Mayor McCarthy         |            |
| 2008–2010 | Legend of the Seeker                    | Zeddicus Zu'l Zorander |            |
| 2009      | All Saints                              | Barry Goldsworthy      |            |
| 2014      | Rake                                    | George Corella         |            |
| 2021      | Back to the Rafters                     | Charles Whiteman       | 7 episoade |

### Jocuri video
- Borderlands: The Pre-Sequel! - Scav Gyro, Sir Dennis, Toby Van Adobe, Tony Slows, Taunting Scav #2[5][necesită sursă mai bună]
- Enter the Matrix - Trainman[6][necesită sursă mai bună]